# Das Eva-Prinzip

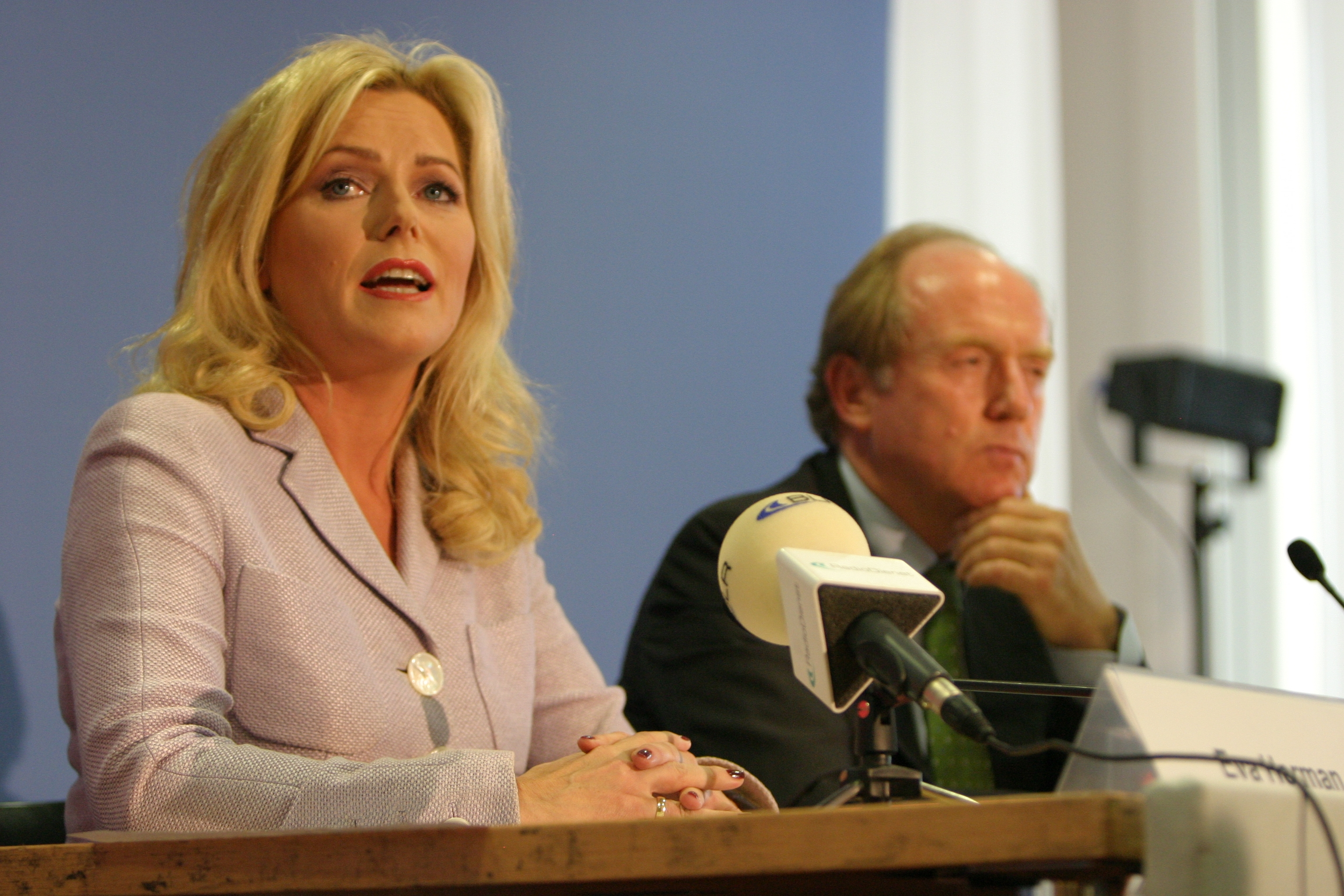
Eva Herman bei der Pressekonferenz zur Veröffentlichung ihres Buches am 7. September 2006 in Berlin.

Das Eva-Prinzip. Für eine neue Weiblichkeit ist der Titel eines Bestsellers der Journalistin und ehemaligen Fernsehmoderatorin Eva Herman, der im September 2006 erschien. Seine Veröffentlichung löste in der Bundesrepublik eine breite Kontroverse über Geschlechterrollen aus.

## Publikationsgeschichte
Aufgrund der großen Nachfrage wurde Das Eva-Prinzip nicht erst am 14. September, sondern bereits am 6. September 2006 ausgeliefert. Aus dem Buch vorab zu zitieren war mit 300.000 Euro Strafe verboten. Am 7. September wurde das Buch in Berlin öffentlich der Presse vorgestellt.
Ursprünglich sollte die 1. Auflage 25.000 Exemplare umfassen, am 6. September waren jedoch schon 50.000 verkauft, weitere 50.000 waren für die folgende Woche geplant.
Bei der öffentlichen Vorstellung äußerte Herman, der Slogan „Zurück zum Herd“ sei nicht ihr Credo, „sie sei auch gegen jede Benachteiligung und Unterdrückung der Frau, und eine ‚Rückkehr in Verhältnisse früherer Jahrhunderte‘ käme schon gar nicht in Frage.“
Das Buch entwickelte sich zum Bestseller. Es hielt sich mehrere Monate unter den Top 20.

## Frühere Publikationen
Eva Herman veröffentlichte ab 2001 Bücher zum Thema Partnerschaft, Familie und Erziehung.
In Dann kamst du von 2001 schildert sie in Romanform die Beziehungskrisen der Neurotikerin Corinna Feldmann in ihrer immer neuen Suche nach dem idealen Partner. Brigitte Neumann kommentiert: „Ein verwaschener, entschärfter Feminismus stand beim Schreiben dieses Buches offenbar Pate, dessen Grundannahme man wie folgt zusammenfassen könnte: Die leistungsbereite, therapierte, positiv eingestellte Frau wird die Gewinnerin bei der Konkurrenz um bessere Jobs, bessere Beziehungen und bessere Kinder sein. Und das ist nur gerecht. Hingegen geschieht’s dem verstockten, negativ denkende Mann nur Recht, dass er nix mehr zu kamellen hat – ein Verlierer auf allen Ebenen.“
In Das Glück des Stillens, 2003 erschienen, bezieht sich Herman auf Untersuchungen, die belegen, dass gestillte Kinder intelligenter seien, ein stärkeres Immunsystem hätten, weniger unter Infektionen litten und seltener Gewichtsprobleme hätten. Die Mütter erkrankten seltener an Brustkrebs, hätten weniger Probleme mit Gebärmutter und Eierstöcken, und ihre Figur würde nach der Schwangerschaft meist wieder perfekt. Die psychische Stabilität von Mutter und Kind stehe außer Frage. „Das Annehmen, Ernähren und Dabeisein ist der wichtigste Faktor für die seelische Entwicklung des Menschen.“
Mein Kind schläft durch (mit Stephan Valentin), 2005 bei Econ erschienen, gibt Informationen und Rat zu Einschlafproblemen und zum Verhalten der Eltern gegenüber ihren Kindern. Babys haben nach Herman alle die gleichen Bedürfnisse: „Körpernähe, Wärme, geschaukelt werden. Wenn Sie diese Bedürfnisse stillen, geben Sie ihm Sicherheit, Vertrauen und ein gesundes Selbstbewusstsein.“ Darin sieht sie das Fundament für spätere Beziehungen.

Das Politikmagazin Cicero veröffentlichte am 26. April 2006 Hermans Artikel Die Emanzipation, ein Irrtum? Darin vertritt sie die These, die Deutschen stürben aus, „weil der Feminismus die Frauen zwischen widersprüchlichen Rollenanforderungen zerrieben und für die Mutterrolle unbrauchbar gemacht hat“. Sie bilanziert die Emanzipation:
„Es werden so viele Ehen geschieden wie noch nie zuvor. In immer weniger Haushalten wird regelmäßig oder gar zeitaufwändig gesund gekocht. Die berufliche Karriere von Frauen stockt und erleidet deutliche Einbrüche vor, während und nach der Schwangerschaft. Bei beinahe der Hälfte aller Kinder in Deutschland werden anlässlich der vorschulischen Untersuchungen wegen fehlender Bemutterung deutliche Defizite wie motorische oder sprachliche Störungen, kognitive Entwicklungsbarrieren und verhaltensauffälliges Benehmen festgestellt. Und es werden, wie erwähnt, erschreckend wenige Geburten verzeichnet.“
 Am ernüchterndsten findet Herman, dass die Frauen im „beruflichen Kampf gegen die Männer am Ende ihrer Kräfte und Ressourcen angelangt“ seien. Herman betrachtet die Emanzipation als fatalen Irrtum und beruft sich auf den „soziologischen und biologischen Kontext.“ 
„Der Mann steht in der Schöpfung als der aktive, kraftvolle, starke und beschützende Part, die Frau dagegen als der empfindsamere, mitfühlende, reinere und mütterliche Teil. In den zurückliegenden Jahrtausenden richtete die Menschheit ihre Lebensform nach dieser Aufteilung aus, die Rollen waren klar definiert.“
 Die Einhaltung dieser „schöpfungsgewollten Aufteilung“ führe in aller Regel zu dauerhafter Harmonie und Frieden in den Familien. Dabei betont sie besonders die stabilere Persönlichkeit der so erzogenen Kinder und ihre Bindungsfähigkeit. Der Zwang zur Konkurrenz mit dem Männlichen führt laut Herman unweigerlich in die „Entweiblichung“ der Frau und die „Entmännlichung der Herrenwelt“, zur Absage an die Mutterrolle und an die Rolle des Versorgers.
Dieser Artikel löste bereits eine Debatte in den Medien aus. Schon vor der Veröffentlichung lag er dem Spiegel vor, in dem Eva Lodde am 26. April 2006 den Gedankengang Hermans ausführlich zusammenfasste und kommentierte, die Karrierefrau Herman rechne in ihrem antifeministischen Manifest scharf mit der Frauenbewegung ab.
Cosima Schmidt (TaZ) kommentierte am 28. April 2006, Hermans Lebensentwurf sei für die einzelne Frau möglicherweise verständlich, ihn als Modell zu propagieren sei jedoch ein Irrweg. Die Leistung der Vollzeitmutter müsse gewürdigt werden, es fehle aber eine faire Arbeitsteilung zwischen Mann und Frau und es sei falsch, die Frau als Hauptverantwortliche fürs Kindeswohl zu betrachten. Frauen sollten nicht „freiwillig auf ein Leben verzichten, das ihnen die Chance auf mehrere Glücksstifter bietet – einen Job und ein Kind“.
Alice Schwarzer charakterisierte das Niveau von Hermans Darstellung in einem Spiegelinterview zur Panik im Patriarchat am 28. Mai 2006 als „Suada zwischen Mutterkreuz und Steinzeitkeule“, fand aber auch etwas Richtiges: 
„Die Frauen in Deutschland sind in einem stillen Gebärstreik, weil sie nicht mehr um jeden Preis Mutter werden müssen. Die meisten wollen Kinder, aber sie wollen auch einen Beruf. Und vor allem: Sie wollen Unterstützung von den Vätern und vom Staat.“
 Heide Oestreich (TAZ) vermutet in ihrer Rezension vom 5. September 2006, Eva Herman vertrete sehr erfolgreich eine Fantasie von Eva Herman. Die Marketingmaschine jedenfalls laufe richtig schön rund. „Der Vorabartikel im Frühjahr ist meteoritengleich eingeschlagen: Irgendwie außerirdisch, wie da eine Karrierefrau ihr eigenes Lebensmodell rhetorisch vernichtet – und damit zugleich die Karriere wieder vorantreibt.“ Antifeministinnen wie Herman treten ihrer Meinung nach periodisch auf, wie etwa Esther Vilar, und zeitgleich mit Allan und Barbara Peases Ratgeber. Herman rationalisiere ihre emotionale Problematik zu Problemen von Frauen allgemein, die sich mehrheitlich nicht in ihrem Werk wiederfänden. „‚Wir‘ sollen kompensieren, was sie meint in ihrem Leben falsch gemacht zu haben – oder was ihr selbst fehlte.“ In Hermans Kindheit vermutet sie auch die Wurzeln ihres Männerbilds: „Männer sind so leicht zu verlieren, dass man sich ihren Wünschen am besten gänzlich fügt. Dann bekommt man vielleicht endlich eine starke, väterliche Schulter zum Anlehnen.“

## Das Eva-Prinzip: Hauptthesen
In ihrem Prolog stellt Herman die These auf, Menschen seien im Begriff, sich selbst abzuschaffen. Darüber müsse diskutiert werden, um Wege aus der „Sackgasse“ zu finden. Es stelle jedoch einen Tabubruch dar, aufzuzeigen, dass die Emanzipation ihre Versprechungen nicht erfüllt hätte, Mütter am „Ende der Hierarchie“ stünden, die Kinder unter den Defiziten der Familiensituation litten und die Gesellschaft damit am Abgrund stehe.
„Reden wir Klartext: Die meisten Frauen können meist gar nicht frei entscheiden, ob sie zu Hause bleiben wollen oder arbeiten gehen, und zwar allein aus wirtschaftlichen Gründen. Das bedeutet nicht Freiheit, sondern Unterdrückung! Die Befreiung der Frau, ihre Emanzipation, für die sie lange hart kämpfte und die als Grundsäule ihres Selbstverständnisses beschworen wird, existiert überhaupt nicht. Unsere materiell und global orientierte Gesellschaft, die kaum noch individuelle Interessen berücksichtigt, hat sich die feministischen Glaubenssätze einverleibt und benutzt sie nun als Alibi, um Frauen aus der Familie zu reißen und sie auf den Arbeitsmarkt zu treiben. Ohne Rücksicht auf Bindungen, Partnerschaften, Kinder.“
Selbstverwirklichung möchte Herman als Lebenslüge entlarven, für die alles geopfert werde (1. Kapitel). Die Sucht nach Selbstbestätigung führe dabei in einen Teufelskreis der vermeintlichen Selbstfindung. Berufliche Tätigkeiten seien in dieser Suche oft nur „als Emanzipation getarnter Arbeitszwang“, das Streben nach Karriereerfolg führe in Wirklichkeit oft zur Selbstentwertung. Dagegen stellt sie ein Modell der Selbstverwirklichung ohne Egoismus in der Hingabe an die Familie.
Herman kritisiert die Leugnung der Unterschiede zwischen „Eva“ und „Adam“ (Kapitel 2). Hinter der Ideologie der Gleichheit verberge sich „ein grausamer Irrtum“. Geschlechteridentitäten seien nicht konstruierbar, sondern natürlich verankert, weshalb Umerziehung scheitern müsse. Dennoch führten die Einflüsse der Gesellschaft zu einem zunehmenden Druck in Richtung der Vermännlichung der Frau. Die Leugnung der Unterschiede von Mann und Frau überfordere Frauen, die zudem in eine ungesunde Konkurrenz mit dem „starken Geschlecht“ gedrängt würden, bei der beide Teile Verlierer seien.
Das Drama der Kinder – warum wir in einer Eiszeit der Gefühle leben (Kapitel 3) arbeitet den verdrängten Trennungsschmerz bei Müttern und Kindern heraus und vergleicht das Emanzipationsideal der Früherziehung mit dem „Drill der DDR-Krippen“. Das Leid der Kinder führe zu traumatisierenden Prägungen und werde in Familientragödien der neuen Länder und angesichts der Betreuungsmängel sichtbar.
Die homogenisierte und atomisierte Gesellschaft, so Herman, sei bindungslos, bindungsunfähig und zerstöre Bindungen zur scheinbaren Freisetzung der Individuen, die in Wirklichkeit auf gesichtslose und steuerbare Funktionseinheiten in Produktion und Konsum reduziert würden.(Kapitel 4). Sie führt diese Tendenz auch auf den Nationalsozialismus zurück:
„Was viele nicht wissen: Unsere distanzierte Haltung zu unseren Kindern steht auch in einem direkten Zusammenhang mit einem der dunkelsten Kapitel der deutschen Geschichte, dem dritten Reich. […] Es ging nicht nur darum, ‚dem Führer Kinder zu schenken‘, sondern die Kinder so früh wie möglich nach den Maßgaben des nationalsozialistischen Menschenbilds zu formen. […] es wird schnell klar, dass der Hitler-Staat alles daransetzte, jeden gesellschaftlichen Bereich zu kontrollieren und jede private Nische zu vernichten, in der sich individuelle Lebensformen entwickeln konnten.“
Herman zitiert die nationalsozialistische Autorität für Erziehungsfragen, Johanna Haarer, populär weit über 1945 hinaus, um diese Bezüge deutlich zu machen.
Sexualität sieht Herman in der Krise (Kapitel 5), insofern der rein körperliche Sex ohne soziale Einbettung und Bezug zu Ehe und Familiengründung und ohne die Polarität der Geschlechter sinnlos und daher auch unbefriedigend sei.
Die Machtansprüche des Feminismus fordern laut Herman einen hohen Preis (Kapitel 6), da Frauen gegen Frauen positioniert würden. Das Weibliche werde dabei abgewertet und der Hass auf Männer gefördert.
Im „Krieg“ gegen die Männer würden Männer „deformiert“, sie würden gewaltsam zu „Softies“ umerzogen (Kapitel 7) und tabuisierten ihre eigene Männlichkeit bis hin zu der künstlichen Rolle der „Frauenversteher“. Sie zitiert Peter Riedesser:
„Die Männer sind zerrissen zwischen dem Wunsch, eine Frau zu finden, die sie lieben, und eine gute Beziehung zu ihren Kindern zu haben, und dem Bedürfnis, der Arbeitswelt mit ihren Karrieremustern gerecht zu werden. Den Frauen geht es nicht anders. So treffen also innerlich zerrissene Männer auf innerlich zerrissene Frauen.“
Als Wegweiser zur Versöhnung (Kapitel 8) sieht Herman das Eva-Prinzip, das den Familien, den Geschlechtern und Generationen ihre Bedeutung zurückgebe. Das Prinzip steht vereinfachend für die Rolle der Mutter zu Hause, vor allem in den für die Entwicklung eines Kindes entscheidenden ersten drei Jahren nach der Geburt. Dies ist durch den Mann in seiner Erwerbstätigkeit zu gewährleisten. Frausein in einer Ehebeziehung und Mutterschaft in der Familie seien letztlich für „Glück und Zufriedenheit“ einer Frau wichtiger als berufliche Karriere und vollständige Unabhängigkeit. Die Frau solle sich wieder mehr auf ihre „Weiblichkeit“ besinnen und auf „egoistische“ Alleingänge verzichten. Diese Weiblichkeit beruhe auf grundsätzlichen biologischen, psychologischen und soziologischen Unterschieden von Mann und Frau.

## Rezeption
Alice Schwarzer reagierte auf den Cicero-Artikel im April 2006 mit dem Kommentar: „Frauen sollten mit so einem Quatsch im Jahre 2006 keine Zeit mehr verlieren.“ Die ARD müsse sich fragen, „ob ihre Tagesschau-Sprecherin mit so sexistischen Elaboraten nicht gegen die Grundsätze der Öffentlich Rechtlichen Rundfunkanstalten verstößt — und die vorgeschriebene ‚Glaubwürdigkeit‘ einer Nachrichtensprecherin demontiert!“
In einem Interview Ende Mai 2006 nannte sie Hermans bis dahin veröffentlichte Thesen als Beispiel dafür, dass Frauen sich in der aktuellen Debatte um Elterngeld, Familienpolitik und Demografie daran beteiligten, berufstätigen, alleinerziehenden und kinderlosen Frauen ein „schlechtes Gewissen“ zu machen, sie einzuschüchtern und so die Frauenemanzipation zu schwächen. Sie erklärte den auch von Herman konstatierten Geburtenrückgang als „stillen Gebärstreik“ deutscher Frauen, „weil sie nicht mehr um jeden Preis Mutter werden müssen. Die meisten wollen Kinder, aber sie wollen auch einen Beruf. Und vor allem: sie wollen Unterstützung von den Vätern und vom Staat.“
Die ehemalige Familienministerin Renate Schmidt kritisierte das Buch am Folgetag in der tageszeitung als „schwülstiges Geschreibsel“ mit einem „pastoralen und selbstgerechten Stil“ von „weinerlicher Überheblichkeit“. Herman vertrete darin ein „Barbiepuppen-Weltbild“ und versuche, die von Feministinnen erkämpfte Frauenemanzipation, ohne deren Erfolge Herman kaum Berufschancen gehabt hätte und weder Nachrichtensprecherin noch Buchautorin geworden wäre, zurückzudrehen. Sie dämonisiere pauschal die Kinderbetreuung, indem sie Verhaltensauffälligkeiten, Drogenkonsum, Gewalttätigkeit und Kriminalität von Kindern als deren zwangsläufige Folge darstelle. Dem widersprächen die empirischen Fakten. Herman hätte ihrem eigenen Rat folgen sollen, dass „Frauen häufiger mal den Mund halten sollten“.
Die Entertainerin Désirée Nick bezeichnete Hermans Thesen in ihrer Gegenschrift Eva go home! Anfang 2007 als „Kette von Falschmeldungen“ und „menschenverachtende, volksverhetzende und rassistische Parolen“. Herman sei unglaubwürdig, da sie selbst als berufstätige Frau anders lebe, als sie es von deutschen Frauen verlange. Sie diskriminiere die Ostdeutschen als „Krippenopfer“, beschreibe berufstätige Frauen als abhängig von der „Droge Arbeit“, die ihren Hormonhaushalt störe und ihr Aussehen so verändere, dass es Männer in die Zeugungsverweigerung treibe. Sie beschreibe alleinerziehende Mütter ohne statistische Belege als selbstmordgefährdet. Herman sei eine „unseriöse Hobbysoziologin“, die sich als „Heilsbringerin“, „Mutter Genesungsanwärterin“ und „Weltretterin“ aufspiele.

## Ausgaben
- Eva Herman: Das Eva-Prinzip. Für eine neue Weiblichkeit. Pendo-Verlag, 2006, ISBN 978-3-86612-105-8.
- Eva Herman: Das Eva-Prinzip. Für eine neue Weiblichkeit. Goldmann TB, 2006, ISBN 3-442-15462-6.